# Frank Ocean
Frank Ocean (nascido Christopher Edwin Breaux; 28 de outubro de 1987) é um cantor e compositor americano. Ele é creditado por diversos críticos musicais como um pioneiro do gênero R&B alternativo. Ocean ganhou dois prêmios Grammy e um Brit Award de Melhor Artista Masculino Solo Internacional, entre outras conquistas; ambos os seus álbuns de estúdio foram listados na "500 Maiores Álbuns de Todos os Tempos" da Rolling Stone (2020).
Ocean começou sua carreira musical como escritor-fantasma até se juntar ao grupo de hip hop Odd Future, com sede em Los Angeles, em 2010. No ano anterior, ele assinou contrato com o produtor Tricky Stewart na RedZone Entertainment, uma subsidiária da Def Jam Recordings, embora sua mixtape de estreia, Nostalgia, Ultra (2011), tenha sido lançada de forma independente. Seu primeiro álbum de estúdio, o eclético Channel Orange (2012), incorporou elementos de R&B e soul music. No 55º Grammy Awards, o álbum foi indicado a Álbum do Ano e venceu na categoria de Melhor Álbum de R&B Progressivo; seu single principal, "Thinkin Bout You", foi indicado a Gravação do Ano. Ele foi nomeado pela revista Time como uma das pessoas mais influentes do mundo em 2013.
Após um hiato de quatro anos, Ocean lançou o álbum visual Endless (2016) para cumprir obrigações contratuais com a Def Jam. Seu segundo álbum de estúdio, Blonde, foi lançado de forma independente no dia seguinte. Expandindo a abordagem experimental de Ocean, Blonde foi aclamado pela crítica, estreou no topo da Billboard 200 dos Estados Unidos e foi classificado em primeiro lugar na lista de Melhores Álbuns da Década de 2010 da Pitchfork. Após 2017, Ocean lançou singles esporádicos, trabalhou como fotógrafo para revistas, fundou a marca de moda Homer e criou a Homer Radio. Quinze músicas de Ocean entraram na Billboard Hot 100, enquanto quatro de seus lançamentos (singles ou álbuns) receberam certificação de platina pela Recording Industry Association of America (RIAA).

## Primeiros anos de vida
Frank Ocean nasceu sob o nome de Christopher Edwin Breaux em 28 de outubro de 1987, em Long Beach, Califórnia. Seu pai, Calvin Edward Cooksey, era cantor e tecladista, e sua mãe, Katonya Breaux Riley, posteriormente trabalhou como empreiteira residencial. Ele foi criado por sua mãe após o divórcio dos pais, quando tinha seis anos. Aos cinco anos, mudou-se com sua família para a região de Nova Orleans. Ocean foi criado em um ambiente cristão, incluindo um breve período como católico praticante.
Seu avô, Lionel McGruder Jr., tornou-se uma figura paterna para Ocean após a saída de seu pai. Lionel era um ex-dependente químico em recuperação e atuava como mentor em reuniões do Alcoólicos Anônimos e Narcóticos Anônimos. Ele levava Ocean a essas reuniões, o que serviu de inspiração para a música "Crack Rock", do álbum Channel Orange. Foi também ele quem lhe deu o apelido de Lonny, que Ocean ainda usa atualmente. Lionel faleceu em 2010, e Ocean lhe dedicou a música "There Will Be Tears" em sua mixtape Nostalgia, Ultra. Ele também o mencionou em seu single de 2017, "Lens".
Após se formar na John Ehret High School, em Marrero, Louisiana, em 2005, Ocean ingressou na Universidade de Nova Orleans para estudar Inglês. No entanto, o Furacão Katrina atingiu a cidade em agosto de 2005, destruindo sua casa e seu estúdio de gravação, forçando-o a se transferir para a Universidade de Louisiana em Lafayette. Ele permaneceu lá por pouco tempo antes de abandonar o curso para focar totalmente em sua carreira musical.

## Carreira

### 2006-2011: Início da carreira, Odd Future eNostalgia, Ultra
Em 2006, Frank Ocean se mudou para Los Angeles para seguir sua carreira musical, sustentando-se com diversos empregos em restaurantes fast-food e no setor de serviços. Em menos de três anos, estabeleceu-se como compositor sob o nome Lonny Breaux. Durante esse período, conseguiu um contrato como compositor e escreveu músicas para artistas como Justin Bieber, Beyoncé, John Legend e Brandy. Sobre esse período, Ocean comentou: "Houve um momento em que eu estava compondo para outras pessoas, e poderia ter sido confortável continuar assim, desfrutar dessa fonte de renda e do anonimato. Mas não foi para isso que me afastei da escola e da família."
Ele adotou o nome artístico Frank Ocean como referência a Frank Sinatra e ao filme Ocean's 11 (1960), estrelado pelo próprio Sinatra. Pouco depois, em 2009, juntou-se ao coletivo de hip hop Odd Future, baseado em Los Angeles, onde sua amizade com Tyler, the Creator revitalizou sua criatividade como compositor. No final de 2009, conheceu o produtor Tricky Stewart, que o ajudou a assinar um contrato com a Def Jam Recordings como compositor. Ocean, no entanto, sentiu-se negligenciado pela gravadora e decidiu trabalhar por conta própria em uma mixtape, sem o envolvimento do selo. Em 16 de fevereiro de 2011, lançou de forma independente e gratuita a mixtape Nostalgia, Ultra. O projeto recebeu aclamação da crítica, sendo elogiado por sua abordagem introspectiva e suas letras sobre relacionamentos interpessoais, reflexões pessoais e comentários sociais. Andrew Noz, da NPR, descreveu a composição de Ocean como "inteligente e sutil, diferenciando-o dos demais". Jonah Weiner, da Rolling Stone, chamou-o de "um talentoso inovador do R&B".

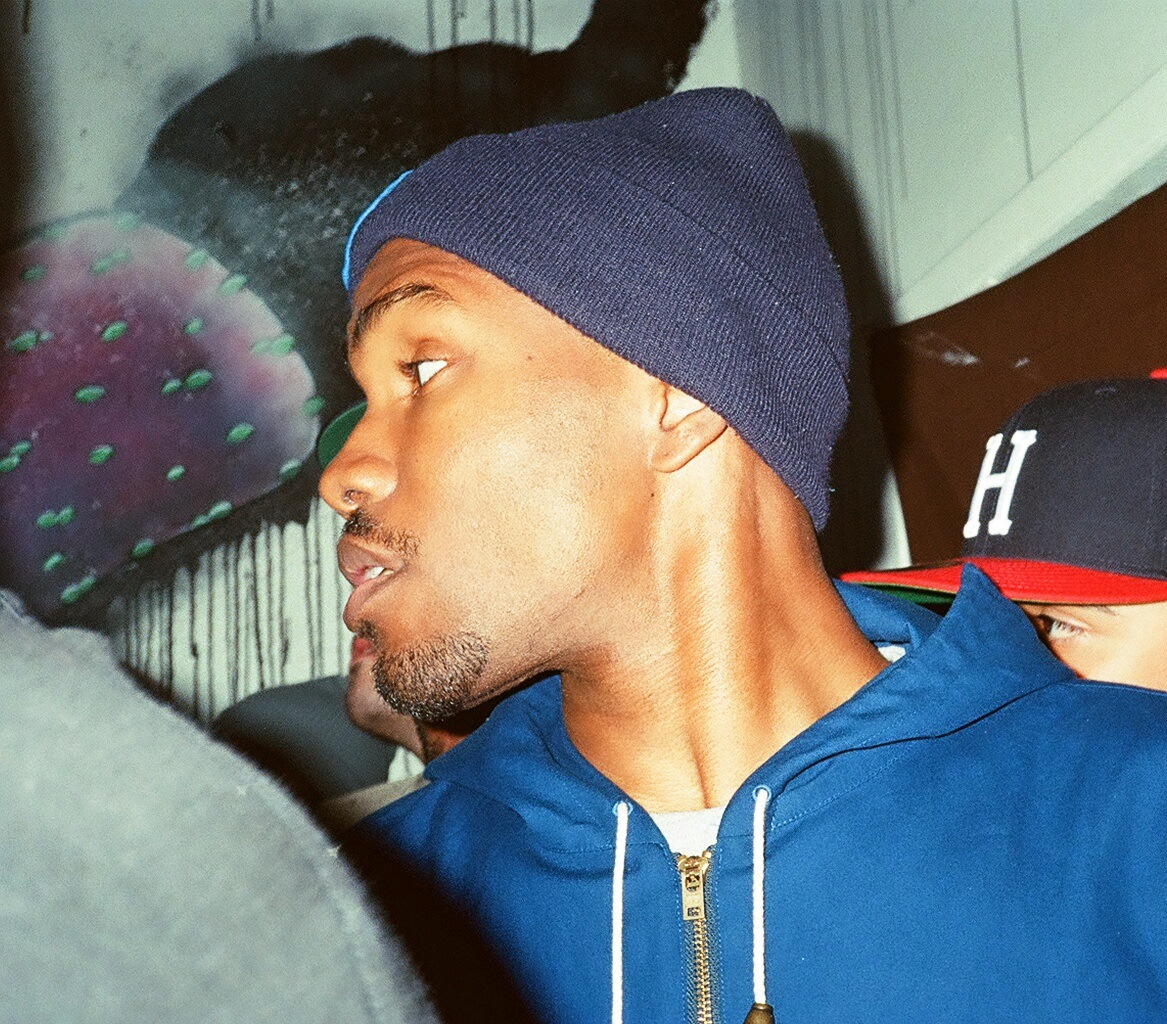
Ocean em 2011

Em abril de 2011, após o sucesso da mixtape, Ocean afirmou que seu relacionamento com a Def Jam havia melhorado. O projeto trouxe grande reconhecimento ao cantor, levando-o a colaborar com Jay-Z e Kanye West no álbum Watch the Throne (2011). No mesmo ano, fez sua primeira aparição no videoclipe da música "She", de Tyler, the Creator, do seu segundo álbum de estúdio Goblin. Sua primeira performance ao vivo foi no Coachella Valley Music and Arts Festival de 2011, ao lado do Odd Future. Posteriormente, juntou-se ao grupo em sua primeira turnê pela costa leste dos Estados Unidos. Em 19 de maio de 2011, a Def Jam anunciou planos para relançar Nostalgia, Ultra como um EP. O single "Novacane" foi lançado no iTunes no mesmo mês, e o EP estava previsto para junho, mas acabou sendo adiado.
Em junho de 2011, Ocean revelou que estava colaborando no álbum conjunto de Kanye West e Jay-Z, Watch the Throne. Ele coescreveu e participou das faixas "No Church in the Wild" e "Made in America". Em 28 de julho de 2011, uma canção intitulada "Thinkin Bout You" vazou na internet. Mais tarde, descobriu-se que a música era uma demo escrita por Ocean para a artista Bridget Kelly, da Roc Nation, que a regravou e lançou como "Thinking About Forever". Em setembro de 2011, um videoclipe dirigido pelo coletivo High5Collective para a versão de Ocean foi lançado, embora a música tenha permanecido no EP Every Girl, de Kelly. Em agosto de 2011, Frank Ocean apareceu pela primeira vez na capa da revista The Fader, na edição nº 75.

### 2012–2013:Channel Orange

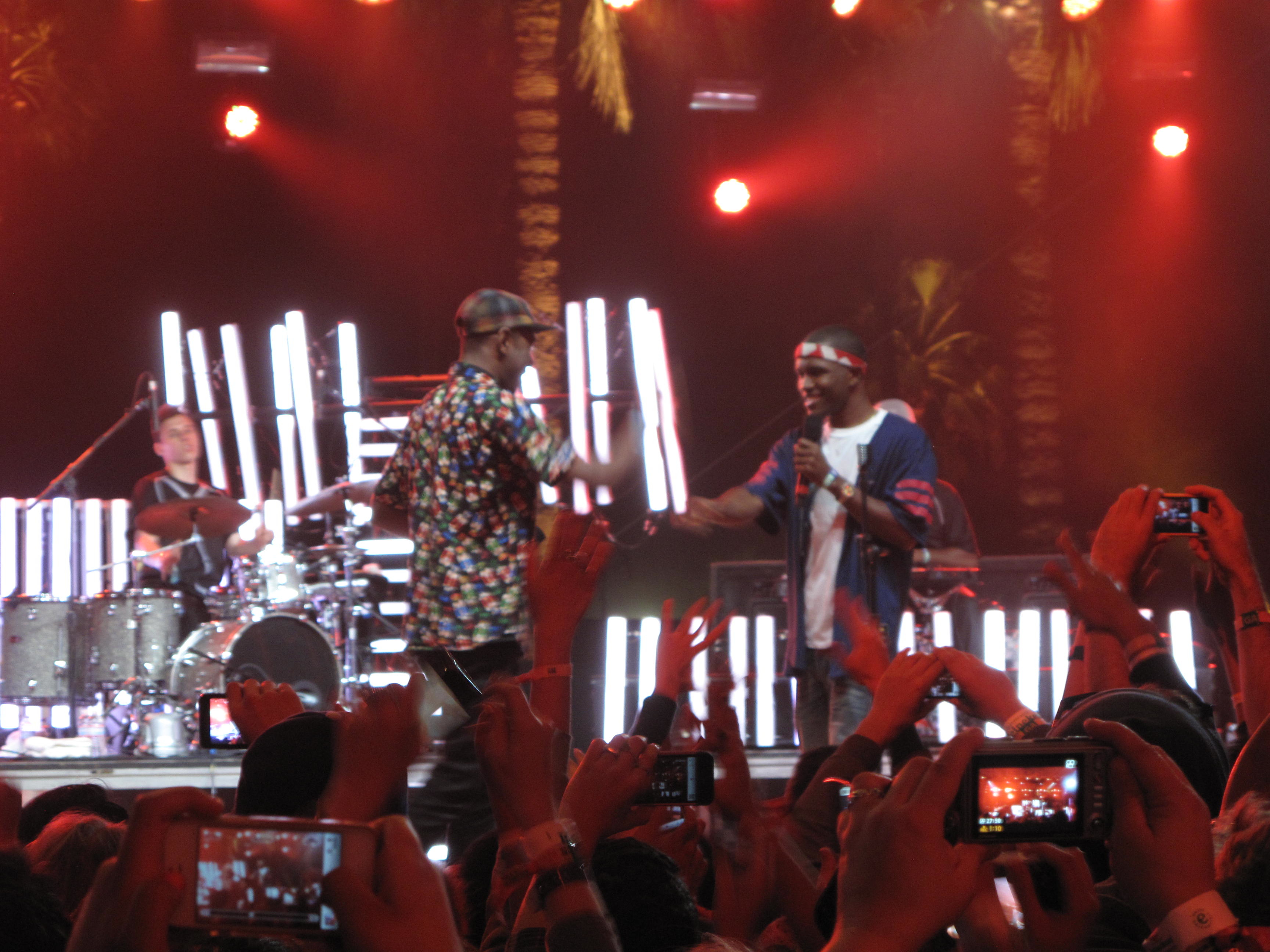
Ocean (na direita) com Tyler, the Creator no Coachella em Abril de 2012

Ocean revelou a capa do single principal de seu álbum de estreia, intitulado "Thinkin Bout You", anunciando que a música seria lançada digitalmente em 10 de abril de 2012. No entanto, um mês antes, uma versão remasterizada da faixa já havia vazado na internet. Sobre o single, ele comentou: "Define de forma concisa quem eu sou como artista neste momento, e esse era o objetivo", disse em relação ao sucessor de sua aclamada mixtape Nostalgia, Ultra. "Trata-se das histórias. Se eu escrever 14 histórias que amo, o próximo passo é criar um ambiente musical que melhor envolva essas histórias, com toda a riqueza sonora possível."

Talvez este seja o momento Ziggy Stardust do R&B, onde a controvérsia e a publicidade em torno da sexualidade de um artista, juntamente com a excelência de seu último álbum, se combinam para dar à sua carreira um impulso imparável.

- Alexis Petridis, 2012
Em 2012, Ocean lançou seu álbum de estreia, Channel Orange, recebendo aclamação universal da crítica. O álbum foi eleito o melhor do ano na pesquisa Poll of Polls da HMV e rendeu a Ocean seis indicações ao Grammy Awards. Alguns críticos creditaram o disco por levar o gênero R&B em uma direção diferente e mais desafiadora. Considerado o primeiro lançamento comercial de Ocean por uma gravadora tradicional, Channel Orange apresentou canções não convencionais, destacadas por sua narrativa e crítica social, além de uma fusão densa de jazz, soul e R&B. O funk e a música eletrônica também influenciaram o álbum. As músicas sobre amores não correspondidos chamaram atenção especial, em parte devido ao anúncio feito por Ocean antes do lançamento, no qual revelou que seu primeiro amor foi um homem. A declaração ganhou repercussão mundial, com alguns críticos comparando seu impacto cultural ao momento em que David Bowie revelou ser bissexual em 1972.

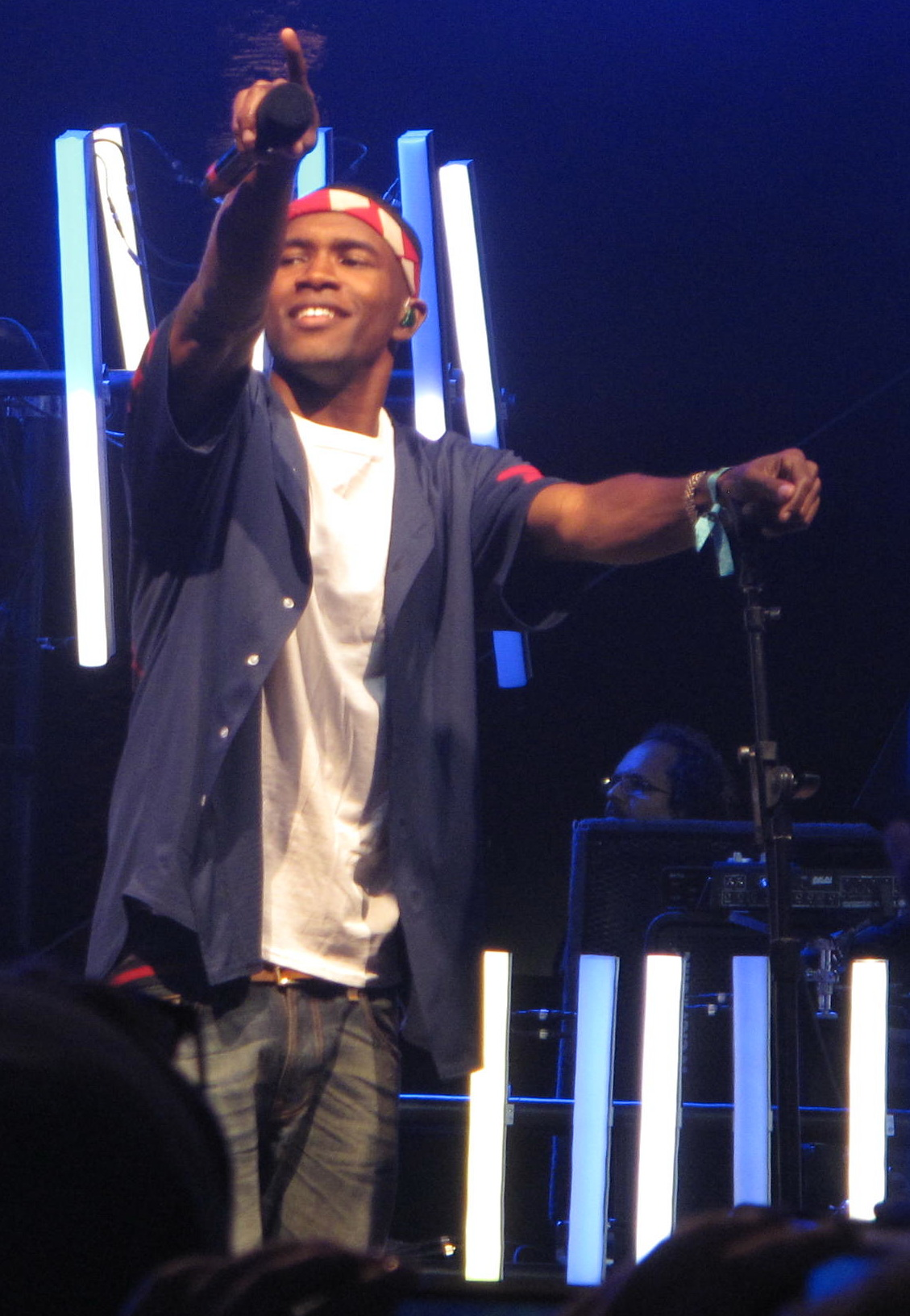
Ocean performando no Coachella 2012

Channel Orange estreou na segunda posição da Billboard 200, vendendo 131.000 cópias na primeira semana. A maior parte das vendas iniciais foi de cópias digitais na iTunes Store, enquanto cerca de 3.000 unidades foram cópias físicas. Em 30 de janeiro de 2013, o álbum recebeu certificação de ouro pela Recording Industry Association of America (RIAA). Até setembro de 2014, havia vendido 621.000 cópias nos Estados Unidos, de acordo com a Nielsen SoundScan. Ocean promoveu o álbum com a Summer Tour 2012, realizando apresentações nos festivais Coachella e Lollapalooza. No Brit Awards 2013, venceu na categoria de Melhor Artista Masculino Solo Internacional.
Em 28 de maio de 2013, Ocean anunciou a turnê You're Not Dead ... 2013, que contou com 14 datas pela Europa e Canadá, iniciando-se em 16 de junho de 2013, em Munique. Ele estava programado para se apresentar na primeira noite do OVO Fest, em 4 de agosto de 2013, mas precisou cancelar devido a uma pequena lesão nas cordas vocais. Como resultado, a primeira noite do festival foi cancelada, e James Blake foi escalado para substituir Ocean na segunda noite. No mesmo ano, Ocean participou do álbum Paradise Valley, de John Mayer, na faixa "Wildfire".

### 2013–2016:EndlesseBlonde
Em fevereiro de 2013, Ocean confirmou que havia começado a trabalhar em seu segundo álbum de estúdio, que também seria um álbum conceitual. Ele revelou que estava colaborando com Tyler, the Creator, Pharrell Williams e Danger Mouse no projeto. Posteriormente, afirmou que estava sendo influenciado por The Beach Boys e The Beatles. Ocean também demonstrou interesse em colaborar com Tame Impala e King Krule, além de planejar gravar parte do álbum em Bora Bora.
Em 10 de março de 2014, a música "Hero" foi disponibilizada para download gratuito no SoundCloud. A canção é uma colaboração com Mick Jones, Paul Simonon e Diplo e faz parte da série Three Artists. One Song da Converse.
Em abril de 2014, Ocean declarou que seu segundo álbum estava quase finalizado.
Em setembro de 2014, o sucesso crítico e os prêmios musicais possibilitaram uma nova gestão e representação para Ocean, que assinou com Mark Gillespie da Three Six Zero Entertainment.
Em junho, a Billboard informou que o cantor estava trabalhando com uma série de artistas, incluindo Happy Perez (com quem colaborou em nostalgia, ULTRA), Charlie Gambetta e Kevin Ristro, além dos produtores Hit-Boy, Rodney Jerkins e Danger Mouse. Em 29 de novembro de 2014, Ocean lançou um trecho de uma nova música supostamente parte de seu próximo álbum, sucessor de Channel Orange, intitulada "Memrise", em sua página oficial no Tumblr. O The Guardian descreveu a canção como: "...uma música que afirma que, apesar de supostamente mudar de gravadora e equipe de gerenciamento, ele manteve tanto sua experimentação quanto seu senso de melancolia nos anos que se passaram".
Em 6 de abril de 2015, Ocean anunciou que o sucessor de Channel Orange seria lançado em julho. O álbum, no entanto, não foi lançado no período previsto, sem explicação oficial para o atraso. O projeto foi amplamente especulado como Boys Don't Cry, e incluía a faixa "Memrise". Em fevereiro de 2016, Ocean foi destaque no álbum The Life of Pablo, de Kanye West, na faixa "Wolves", ao lado de Vic Mensa e Sia. Um mês depois, a música foi reeditada por West, e a parte de Ocean foi separada e listada como uma faixa independente intitulada "Frank's Track".
Em julho de 2016, Ocean sugeriu o lançamento de um possível segundo álbum ao publicar uma imagem em seu site indicando uma data de lançamento para julho. A imagem mostrava um cartão de biblioteca rotulado Boys Don't Cry, com diversas carimbagens, sugerindo diferentes datas de vencimento. As datas começam em 2 de julho de 2015 e terminam em julho de 2016. O irmão de Ocean, Ryan Breaux, reforçou essa sugestão ao publicar no Instagram a mesma foto do cartão da biblioteca com a legenda "BOYS DON'T CRY #JULY2016".
Em 1º de agosto de 2016, por volta das 3h da manhã, uma transmissão ao vivo interminável começou a ser exibida no site boysdontcry.co, patrocinada pela Apple Music. A transmissão, filmada com iluminação negativa, supostamente ocorria em um armazém no Brooklyn e mostrava Ocean trabalhando com marcenaria e reproduzindo esporadicamente instrumentais em loop. Posteriormente, percebeu-se que essas instrumentais faziam parte de seu próximo álbum visual entitulado Endless, cuja versão completa é estimada em 140 horas de duração. No mesmo dia, diversos meios de comunicação noticiaram que Boys Don't Cry poderia ser lançado em 5 de agosto de 2016. Essa data também se revelou imprecisa, e, em uma sessão de perguntas e respostas no Reddit, seu colaborador Malay afirmou que Ocean era um perfeccionista, constantemente ajustando detalhes, e que sua arte não podia ser apressada.
Em 18 e 19 de agosto de 2016, a transmissão ao vivo passou a incluir música e, à meia-noite, um link da Apple Music direcionava os espectadores para um projeto intitulado Endless. Endless foi o último álbum de Ocean com a Def Jam Recordings, encerrando seu contrato com a gravadora. Antes do lançamento do álbum visual na Apple Music, Ocean já havia iniciado negociações para se desvincular da Def Jam, com quem havia assinado contrato em 2009. Ele descreveu as negociações como um "jogo de xadrez de sete anos", revelando que substituiu muitos de seus representantes, incluindo seu advogado e empresário, e que precisou recomprar todas as suas gravações originais que pertenciam à Def Jam.
À meia-noite (horário do Pacífico) de 20 de agosto de 2016, um videoclipe para a música "Nikes" foi publicado na página de Ocean no Apple Music Connect e posteriormente em seu site oficial. Também em 20 de agosto, Ocean anunciou lojas pop-up em Los Angeles, Nova York, Chicago e Londres para o lançamento de sua revista Boys Don't Cry, e lançou seu segundo álbum de estúdio, Blonde, recebendo aclamação generalizada. Blonde estreou em primeiro lugar em diversos países, incluindo os Estados Unidos e o Reino Unido, e registrou vendas de 232.000 cópias (275.000 com unidades equivalentes a álbuns) na primeira semana.
Em vez de realizar uma turnê promocional tradicional, participando de festivais de rádio e programas de televisão, Ocean passou um mês após o lançamento de Blonde viajando por países como China, Japão e França. Ele também optou por não submeter Blonde para consideração no Grammy Awards, afirmando que "essa instituição certamente tem importância nostálgica; só não parece estar representando muito bem as pessoas que vêm de onde eu vim e que sustentam o que eu sustento". A revista Time classificou o álbum como o melhor de 2016 em sua lista de fim de ano. A Forbes estimou que Blonde rendeu a Ocean quase um milhão de dólares em lucros após uma semana de disponibilidade, atribuindo esse sucesso ao fato de o artista ter lançado o álbum de forma independente e como um lançamento exclusivo e limitado no iTunes e na Apple Music. Em 9 de julho de 2018, Blonde foi certificado como platina pela RIAA.

### 2017–presente:Blonded Radio, singles e Homer
Em 21 de fevereiro de 2017, o DJ e produtor escocês Calvin Harris anunciou o single "Slide", com a participação de Frank Ocean e do trio de hip-hop Migos. A música foi lançada dois dias depois e faz parte do quinto álbum de estúdio de Harris, Funk Wav Bounces Vol. 1. Ocean e os membros do Migos, Quavo e Offset, foram creditados como compositores, enquanto a produção ficou a cargo de Harris. Takeoff, o terceiro membro do grupo, não participou da faixa. O single foi lançado em 23 de fevereiro de 2017 e apresentado no primeiro episódio do programa de rádio de Ocean na Beats 1, Blonded Radio. Foi também a primeira colaboração de Ocean desde sua saída da Def Jam, sendo listado nos créditos como "appear[ing] courtesy of Frank Ocean".
A canção foi posteriormente certificada dupla platina pela Recording Industry Association of America e tornou-se o primeiro single de Ocean a alcançar o top 10 na parada Billboard Mainstream Top 40, atingindo a 9ª posição. Em 10 de março de 2017, Ocean lançou o single "Chanel" no segundo episódio do Blonded Radio, além de tocar uma versão alternativa com participação do rapper ASAP Rocky. Essa foi sua primeira música solo lançada desde Blonde e Endless em 2016. Nos episódios seguintes do Blonded Radio, Ocean estreou novas músicas: em abril, lançou "Biking", com participação de Jay-Z e Tyler, the Creator, e "Lens", além de uma versão alternativa com Travis Scott. Também apresentou um remix da faixa "Slide On Me", de Endless, com participação de Young Thug. Em 15 de maio, Ocean participou da faixa "Raf", do coletivo ASAP Mob, lançada no Blonded Radio, juntamente com uma versão solo de "Biking". Em 28 de agosto, lançou mais um single, "Provider", durante a transmissão do programa.
Em outubro de 2017, Ocean publicou um ensaio fotográfico intitulado "New 17" na revista britânica i-D. No ensaio, ele escreveu: "Se você gostou de 2017, vai amar 2018". Em novembro do mesmo ano, Ocean sugeriu em seu Tumblr que seu quinto projeto estava concluído, embora sua data de lançamento ou existência oficial ainda sejam desconhecidas. No final de 2017, Ocean apareceu no jogo Grand Theft Auto V, interpretando a si mesmo como apresentador da estação de rádio Blonded Los Santos 97.8 FM. Ele também contribuiu com músicas para o jogo, incluindo "Provider", "Ivy", "Crack Rock", "Chanel", "Nights" e "Pretty Sweet", além de cantar os jingles da estação.
Em 14 de fevereiro de 2018, Ocean lançou um cover de "Moon River", canção interpretada por Audrey Hepburn no filme Breakfast at Tiffany's (1961). Em maio do mesmo ano, ele participou das faixas "Brotha Man" e "Purity", do terceiro álbum de estúdio de ASAP Rocky, Testing. Em agosto de 2018, colaborou com Travis Scott na música "Carousel", do álbum Astroworld, lançado no mesmo dia. Em setembro, surgiram relatos de que Ocean havia enviado uma notificação extrajudicial (cease and desist) a Scott. Mais tarde, Ocean esclareceu via Tumblr que a disputa estava relacionada a questões sociais, não musicais, e que os dois já haviam resolvido a situação. Em 6 de novembro de 2018, Ocean apresentou três edições especiais do Blonded Radio em colaboração com as eleições legislativas dos Estados Unidos. Além das transmissões, Ocean lançou uma nova linha de produtos, distribuídos gratuitamente para eleitores que apresentassem comprovante de votação em Houston, Atlanta, Miami e Dallas. Os programas não incluíram novas músicas de Ocean, mas abordaram diversos temas políticos, incluindo discussões sobre sua identidade como um homem negro e queer na música rap contemporânea.
Em 5 de fevereiro de 2019, a conta de Tumblr de Ocean foi hackeada, divulgando supostas informações sobre novos projetos do cantor. As postagens foram deletadas posteriormente. Em 19 de outubro de 2019, Ocean lançou a música "DHL" em seu programa de rádio na Beats 1, Blonded Radio, e anunciou o lançamento de singles em vinil de duas novas faixas, "Dear April" e "Cayendo", inicialmente disponíveis apenas em formato físico, contendo remixes nos lados B feitos por Justice e Sango, respectivamente. Em 1º de novembro de 2019, Ocean lançou a música "In My Room", também estreada no Blonded Radio. Pouco depois, em 3 de novembro, disponibilizou mais um single em vinil, intitulado "Little Demon", com um remix de Arca no lado B. No entanto, em 25 de fevereiro de 2020, Ocean anunciou que substituiria "Little Demon" por uma música inédita, com lançamento previsto para 28 de fevereiro. O vinil de "Little Demon" foi cancelado e os compradores receberam reembolsos.
Ocean foi anunciado como atração principal do festival Coachella em outubro de 2020. Contudo, devido à pandemia de COVID-19, o evento foi inicialmente adiado para outubro, mas, em junho, as autoridades de saúde pública do Condado de Riverside cancelaram o festival. Em agosto de 2021, o cofundador do Coachella, Paul Tollett, confirmou que Ocean seria o headliner da edição de 2023. A partir de 25 de março de 2020, o site oficial de Ocean começou a enviar os vinis de "Dear April" e "Cayendo", além do anteriormente lançado "In My Room". No entanto, diversos fãs relataram problemas no recebimento dos pedidos ou dificuldades em obter reembolsos por encomendas canceladas. Remixes das faixas haviam sido previamente tocados durante o evento PrEP+, promovido por Ocean. As dificuldades na distribuição e a exclusividade dos lançamentos levaram os fãs a vazarem as músicas em plataformas como Twitter e SoundCloud. Em 3 de abril de 2020, "Dear April" e "Cayendo" foram lançadas oficialmente em formato digital.
Em 8 de agosto de 2021, Ocean revelou seu primeiro projeto no setor da moda, a marca "Homer", anunciado previamente em entrevista ao Financial Times. No comunicado à imprensa, a Homer foi descrita como "uma empresa americana independente de luxo fundada por Frank Ocean". Em uma publicação no Instagram, Ocean escreveu: "Este projeto manteve minha mente ativa e minha imaginação fluindo. (...) Minha esperança é criar coisas que durem, que sejam difíceis de destruir. (...) Este projeto levou três anos para ser desenvolvido, e há muito que estou animado para compartilhar com vocês, estranhos. Com amor". A joalheria, que colaborou com a Prada, cita como inspirações "obsessões da infância" e "herança como fantasia".
Em 25 de dezembro de 2021, Ocean lançou uma nova música sem título de nove minutos em seu programa Blonded Radio, com contribuições musicais de Cory Henry. Em junho de 2022, foi anunciado que Ocean estava em negociações para dirigir seu primeiro longa-metragem, com produção da A24. Em outubro do mesmo ano, Ocean lançou o programa de rádio Homer Radio, transmitido semanalmente pela Apple Music 1 e descrito como uma janela para o que toca no escritório da Homer após o expediente.
Em 10 de janeiro de 2023, o Coachella confirmou Ocean como atração principal do festival nos dias 16 e 23 de abril, marcando seus primeiros shows ao vivo desde 2017. No dia 16, Ocean iniciou sua apresentação com quase uma hora de atraso e precisou encerrá-la antes do previsto devido ao toque de recolher local. O show foi amplamente criticado por fãs e pela crítica especializada, principalmente por não ter sido transmitido ao vivo no YouTube, ao contrário das outras apresentações do festival. Além disso, fotógrafos profissionais não foram permitidos durante a apresentação e nenhuma mercadoria oficial foi disponibilizada para os fãs. O desempenho de Ocean foi considerado medíocre por muitos espectadores, frustrando expectativas após seis anos sem apresentações ao vivo. Poucos dias depois, Ocean cancelou sua participação no segundo fim de semana do festival, alegando uma lesão na perna.
Quase dois anos após sua apresentação no Coachella, surgiram rumores de que Ocean, um autoproclamado cinéfilo, estaria considerando seguir carreira como cineasta e estaria explorando locações no México para seu primeiro filme. Seu projeto de estreia na direção foi confirmado em janeiro de 2025, com David Jonsson no papel principal e filmagens em andamento na Cidade do México. No entanto, o título, a trama e a data de lançamento ainda não foram divulgados.

## Estilo musical
A música de Ocean tem sido caracterizada por críticos como idiossincrática em estilo. Suas composições geralmente incluem teclados eletrônicos, frequentemente tocados pelo próprio Ocean, e são acompanhadas por uma seção rítmica sutil na produção. Suas músicas tendem a ser de andamento médio, apresentam melodias não convencionais e, ocasionalmente, possuem uma estrutura experimental. Em análises críticas, ele tem sido descrito como um "artista de R&B vanguardista" e um "cantor de soul avant-garde". Steven Hyden o chamou de "um baladista introspectivo de soul psicodélico".
Em relação à composição de Ocean, Jon Pareles do The New York Times observa "ecos evidentes de compositores inovadores de R&B autodidatas, como Prince, Stevie Wonder, Marvin Gaye, Maxwell, Erykah Badu e, particularmente, R. Kelly, com seu modo de escrever melodias que pairam entre fala e canto, assimétricas e sincopadas". Jody Rosen da Rolling Stone o classifica como um torch singer devido ao "seu sentimento de tragédia romântica, desdobrada em baladas de combustão lenta". A presença de Ocean nos palcos foi descrita por Chris Richards do Washington Post como "discreta". Enquanto nostalgia, ULTRA apresentava tanto músicas originais quanto faixas baseadas em melodias sampleadas, Channel Orange destacou Ocean como principal compositor. O jornalista musical Robert Christgau opina que "quando ele é o único compositor, Ocean resiste a se exibir—resiste ao refrão viciante, ao tempo marcado, ao próprio falsete transcendente".
As letras de Ocean abordam temas como amor, desejo, insegurança e nostalgia. Seu single de estreia, "Novacane", contrasta a insensibilidade e a artificialidade de um relacionamento sexual com a da música pop comercial, enquanto "Voodoo" mescla espiritualidade e sexualidade, sendo uma abordagem excêntrica sobre temas comuns no R&B. Esta última foi lançada por Ocean em sua conta no Tumblr e faz referência tanto ao cântico espiritual "He's Got the Whole World in His Hands" quanto à anatomia feminina em seu refrão: "she's got the whole wide world in her juicy fruit / he's got the whole wide world in his pants / he wrapped the whole wide world in a wedding band / then put the whole wide world on her hands / she's got the whole wide world in her hands / he's got the whole wide world in his hands."
Segundo Corbon Goble do Stereogum, os tons líricos de "Voodoo" refletem a "tendência lírica por vezes sombria e depressiva" de Ocean. Já o escritor Tirhakah Love, da MTV News, argumenta que tais canções estão entre as mais distintas do cantor por transfigurarem o significado da memória de curto e longo prazo e "desafiarem o fluxo do tempo linear, levando-nos a mergulhar profundamente em nossas próprias lembranças e sentir algo inegavelmente real". Algumas músicas de Channel Orange fazem alusão à experiência de Ocean com o amor não correspondido.

## Impacto
Críticos musicais creditam Ocean como um pioneiro do R&B alternativo, abordando o gênero de maneira distinta de seus contemporâneos, com um estilo idiossincrático. Tanto Insider quanto The Wall Street Journal o consideraram o artista mais influente da década de 2010. Ocean foi incluído na lista das 100 Pessoas Mais Influentes do Mundo da Time em 2013 e na Forbes 30 Under 30 em 2017.
O crítico Andy Kellman, do AllMusic, escreveu:
| “ | Frank Ocean tem sido uma das figuras mais fascinantes da música contemporânea desde sua chegada no início dos anos 2010. Um cantor e compositor cuja produção artística desafiou a classificação rígida do R&B, ele ainda assim impulsionou o gênero com narrativas aparentemente casuais, mas detalhadas e imaginativas, alternando entre o romântico esperançoso e o fanfarrão despreocupado. | ” |

O crítico cultural Nelson George afirma que, junto com Miguel, Ocean "ocupou um espaço onde não compete com os atos de R&B comercial voltados para hits" e "cultiva um som que equilibra preocupações adultas com a perspectiva de jovens tentando entender seus próprios desejos (uma descrição particularmente adequada para Ocean)." Escrevendo para o Insider, Callie Ahlgrim disse que Ocean "mudou nossa compreensão da música moderna" e que ele aborda temas como juventude, inocência, amor perdido, solidão, desejo e mortalidade de maneira que "parece nova e extraordinária [e] torna o introspectivo algo universal e transcendental, o que faz dele um dos artistas definidores de nossa época."
Jacob Shamsian, do Business Insider, afirmou que Ocean "não é apenas um dos artistas mais importantes do pop, mas um dos mais importantes de toda a música." Em um artigo da GQ intitulado "Por que Frank Ocean é um ícone musical", Jon Savage descreveu Ocean como "um artista contemporâneo completo em todos os sentidos, imerso em novas possibilidades sonoras e profundamente comprometido com a exploração artística no sentido mais profundo." Savage elogiou Ocean por levar o R&B a "um novo patamar [ao] construir paisagens sonoras surpreendentes que se encaixam perfeitamente em suas letras." A Pitchfork classificou Ocean como "um mestre da composição confessional, conquistando um status de ícone cult com sua persona enigmática e abordagem idiossincrática ao pop." Em 2023, a Rolling Stone classificou Ocean na posição 190 em sua lista dos 200 Maiores Cantores de Todos os Tempos.

## Fotografia
Em 20 de agosto de 2016, Ocean lançou a revista Boys Don't Cry, uma publicação de 360 páginas lançada juntamente com seu segundo álbum, Blonde. A revista, com temática voltada para moda e automóveis, inclui projetos fotográficos de Wolfgang Tillmans, Viviane Sassen, Tyrone Lebon, Ren Hang, Harley Weir, Michael Mayren e do próprio Ocean. Quatro meses depois, a revista britânica Print publicou outro ensaio fotográfico de Ocean.
Em 1º de maio de 2017, Ocean participou do Met Gala como fotógrafo especial para a Vogue. Em 23 de outubro de 2017, ele produziu duas capas e um ensaio visual para a revista de moda britânica i-D.

## Vida pessoal

### Família
Ocean perdeu seu irmão mais novo, Ryan Breaux, em um acidente de carro em 2 de agosto de 2020, aos 18 anos. O acidente envolveu apenas um veículo, e Breaux foi declarado morto no local.

### Orientação sexual
Ocean escreveu uma carta aberta, inicialmente destinada às notas de encarte de Channel Orange, abordando especulações sobre sua atração por outro homem no passado. Em vez disso, em 4 de julho de 2012, ele publicou a carta em seu blog no Tumblr, relembrando sentimentos não correspondidos que teve por um jovem quando tinha 19 anos, citando-o como seu primeiro amor verdadeiro. Na postagem, ele agradeceu ao homem por sua influência, assim como à sua mãe e a amigos próximos, afirmando: "Eu não sei o que acontece agora, e está tudo bem. Não tenho mais segredos que preciso esconder... Me sinto um homem livre." Após sua declaração, diversas celebridades manifestaram apoio público a Ocean, incluindo Beyoncé e Jay-Z.
Membros da indústria do hip hop reagiram de maneira majoritariamente positiva. Tyler, the Creator e outros integrantes do OFWGKTA demonstraram apoio nas redes sociais. Russell Simmons escreveu um artigo para o Global Grind, no qual afirmou: "Hoje é um grande dia para o hip-hop. É um dia que definirá quem realmente somos. Quão compassivos podemos ser? Quão amorosos podemos ser? Quão inclusivos somos? [...] Sua decisão de se assumir publicamente dá esperança e luz para tantas pessoas que ainda vivem com medo." Quando questionado em 2012 se se identificava como bissexual, Ocean respondeu: "Direi respeitosamente que a vida é dinâmica e traz consigo experiências dinâmicas, e o mesmo sentimento que tenho em relação a gêneros musicais, tenho em relação a muitos rótulos e classificações e essas coisas."
Em junho de 2016, após o atentado à boate Pulse, em Orlando, que deixou 49 mortos, Ocean publicou um ensaio expressando tristeza e frustração. Ele mencionou que sua primeira experiência com homofobia e transfobia veio de seu próprio pai quando tinha seis anos de idade, e comentou como muitos perpetuam valores de ódio, levando milhares de pessoas a caminhos suicidas. Em 2017, o pai de Ocean o processou por difamação, exigindo US$ 14,5 milhões. Em 17 de outubro de 2017, após um julgamento no qual Ocean e seus pais depuseram, o juiz decidiu a favor de Ocean, alegando falta de evidências suficientes por parte do pai.

### Mudança de nome
Em uma entrevista de 2011, Ocean afirmou que tentou mudar seu nome para Christopher Francis Ocean por meio de um site legal no seu aniversário de 23 anos. A mudança foi, em parte, inspirada pelo filme Ocean’s 11 (1960). Em março de 2014, foi relatado que ele estava legalmente alterando seu nome para Frank Ocean. No entanto, em novembro do mesmo ano, foi revelado que a mudança não havia sido concluída devido a múltiplas infrações de trânsito. O processo foi finalizado em 23 de abril de 2015.

### Posições políticas
Em 2019, Ocean incentivou seus fãs britânicos a votarem no Partido Trabalhista nas eleições gerais do Reino Unido, por meio de um story no Instagram.
Ocean também manifestou solidariedade ao povo da Faixa de Gaza durante a guerra Israel–Hamas. Em outubro de 2023, assinou uma carta aberta de artistas pedindo ao então presidente dos Estados Unidos, Joe Biden, que exigisse um cessar-fogo imediato em Gaza.

## Controvérsias legais
Ocean utilizou um sample de "Hotel California" (1977), da banda The Eagles, em sua faixa "American Wedding", presente em sua primeira mixtape, Nostalgia, Ultra. Ocean sempre foi aberto sobre sua admiração por Don Henley, The Eagles e o trabalho do guitarrista Joe Walsh. Apesar da polêmica gerada pelo uso da faixa, a canção nunca foi lançada comercialmente e nenhuma ação legal foi movida. Ocean declarou que não obteve lucro com a música, afirmando que se tratava de uma homenagem a Don Henley: "Eu não ganhei um centavo com essa música. Eu a lancei de graça. Se alguma coisa, estou prestando homenagem."
Em 27 de janeiro de 2013, no estacionamento de um estúdio de gravação em Los Angeles, ocorreu uma altercação entre Ocean e Chris Brown. Segundo um relatório policial, Brown teria desferido um soco em Ocean após este o acusar de ter ocupado sua vaga de estacionamento reservada. O primo de Ocean alegou que também foi atacado por um membro do grupo de Brown durante o incidente. No entanto, Ocean decidiu não levar o caso adiante, escrevendo em seu Tumblr: "Sanidade. Sem acusações criminais. Sem processo civil."
Em março de 2014, Ocean foi convidado a gravar uma versão da música "Pure Imagination" para um comercial da rede Chipotle Mexican Grill, com o objetivo de promover a agricultura sustentável. No entanto, após revisar o storyboard final, Ocean decidiu se retirar do projeto. Sua equipe jurídica enviou uma carta à Chipotle explicando que, durante a proposta inicial, foi informado que a campanha não conteria logotipos ou referências diretas à marca, e que essa ausência era um elemento intencional do projeto. Ocean honrou o acordo devolvendo à Chipotle um cheque administrativo no valor de US$ 212.500,00. O comercial, intitulado "The Scarecrow", acabou sendo lançado com Fiona Apple interpretando a canção.

## Prêmios e indicações
| Ano  | Prêmio                  | Categoria                         | Trabalho         | Resultado |
| ---- | ----------------------- | --------------------------------- | ---------------- | --------- |
| 2011 | GQ                      | Novato do Ano                     | Ele Mesmo        | Venceu    |
| 2011 | BET Hip Hop Awards      | Novato do Ano                     | Ele Mesmo        | Indicado  |
| 2011 | BET Hip Hop Awards      | Melhor Mixtape                    | Nostalgia, Ultra | Indicado  |
| 2011 | Soul Train Music Awards | Melhor Novo Artista               | Ele Mesmo        | Indicado  |
| 2012 | Grammys                 | Melhor Álbum Contemporâneo Urbano | Channel Orange   | Venceu    |
| 2012 | MTV Video Music Awards  | Melhor Direção                    | "Swim Good"      | Indicado  |
| 2012 | MTV Video Music Awards  | Melhor Vídeo Masculino            | "Swim Good"      | Indicado  |
| 2012 | MTV Video Music Awards  | Melhor Novo Artista               | "Swim Good"      | Indicado  |

## Discografia

### Álbuns de Estúdio
- Channel Orange (2012)
- Blonde (2016)

### Mixtapes
- Nostalgia, Ultra (2011)

### Álbuns Visuais
- Endless (2016)